# Bamra glaucopasta
Bamra glaucopasta är en fjärilsart som beskrevs av Bethune-Baker 1911. Bamra glaucopasta ingår i släktet Bamra och familjen nattflyn. Inga underarter finns listade i Catalogue of Life.